# ダーター (SS-576)
|          |                                   |
| 艦歴     |                                   |
| 発注     | 1954年6月30日                     |
| 起工     | 1954年11月10日                    |
| 進水     | 1956年5月28日                     |
| 就役     | 1956年10月20日                    |
| 退役     | 1989年12月1日                     |
| 除籍     | 1990年1月17日                     |
| その後   | 標的艦として海没処分              |
| 性能諸元 |                                   |
| 排水量   | 水上:1,871トン/水中:2,372トン     |
| 全長     | 86.2 m                            |
| 全幅:    | 8.2 m                             |
| 吃水     | 5.7 m                             |
| 機関     |                                   |
| 最大速   | 水上：15.5 ノット 水中：16 ノット |
| 航続距離 |                                   |
| 兵員     | 士官10名、兵員75名                |
| 兵装     | 21インチ魚雷発射管8門             |

ダーター (USS Darter, SS-576) は、アメリカ海軍の潜水艦。艦名はペルカ科に属する小型淡水魚の総称に因む。タング級潜水艦を元に設計され、同型艦はない。この名を持つ艦としては2隻目。

## 艦歴
「ダーター」は1954年11月10日にコネチカット州グロトンのエレクトリック・ボート社で起工。1956年5月28日にG・L・ラッセル夫人によって命名、進水し、艦長ラルフ・R・ブレイン少佐の指揮下1956年10月20日に就役した。
「ダーター」は3名の操舵手が航空機型の操縦桿を使用して艦を操縦するなどの、多数の革新技術の実験に使用された。
「ダーター」は大西洋での様々な訓練演習に、母港のロードアイランド州ニューポートおよびサウスカロライナ州チャールストンから参加した。加えてカナダ、北ヨーロッパでのNATO演習にも参加した。
1985年9月、「ダーター」は商船「カンザス・ゲティー」と衝突し航行不能となった。
「ダーター」は1989年12月1日に退役し、1990年1月17日に除籍された。「ダーター」は標的艦として1992年1月7日に真珠湾沖で原子力潜水艦「トートグ」 (USS Tautog, SSN-639) によって沈められた。